# Estación de Madrid-Chamartín
Estación de Madrid-Chamartín egy vasútállomás Madridban, Spanyolországban. Az állomás kétszintes, fontos vasúti csomópont, hiszen több különböző kategóriájú vasúti járat fut itt össze. Megállnak itt a nagysebességű AVE vonatok, az Alvia járatok és a Cercanías Madrid járatai is.

## Vasútvonalak
Az állomást az alábbi vasútvonalak érintik:
- Madrid–Valladolid nagysebességű vasútvonal
- Madrid-Valencia-vasútvonal
- Madrid-Hendaya-vasútvonal
- Madrid−Burgos-vasútvonal
- Madrid-Barcelona-vasútvonal

## Kapcsolódó állomások
A vasútállomáshoz az alábbi állomások vannak a legközelebb:
- Estación de Puertollano
- Estación de Calatayud
- Estación de Segovia-Guiomar